# Симонов, Павел Васильевич (физиолог)
Па́вел Васи́льевич Си́монов (при рождении Павел Станиславович Станкевич; 20 апреля 1926, Ленинград — 6 июня 2002, Москва) — советский и российский психофизиолог, биофизик и психолог. Академик РАН (1991, АН СССР с 1987), доктор медицинских наук (1961), профессор (1969), заслуженный профессор МГУ (1999). Лауреат Государственной премии СССР (1987) за создание и разработку методов диагностики и прогнозирования состояния мозга человека.

## Биография
Отец П. В. Симонова — бывший офицер Станислав Станкевич — репрессирован в 1937 году. Как члены семьи «врага народа», Павел с матерью были высланы из Ленинграда. Их соседом в доме по лестничной площадке был известный скульптор Василий Львович Симонов, который в дальнейшем принял деятельное участие в устройстве судьбы мальчика, усыновил его и дал ему свою фамилию.
В 1944 году поступил в лётное училище. В 1945 году перевёлся по состоянию здоровья в Военно-медицинскую академию, которую окончил в 1951 году. Практически с первых лет врачебной практики начал заниматься научно-исследовательской работой. В 1951—1960 годах — научный сотрудник, руководитель лаборатории Главного военного госпиталя им. Н. Н. Бурденко. С 1961 по 1962 год — старший научный сотрудник Физиологической лаборатории АН СССР.
В 1962 году П. В. Симонов начал работать под руководством Э. А. Асратяна в Институте высшей нервной деятельности и нейрофизиологии РАН в должности заведующего лабораторией, затем заместителя директора, а с 1982 года стал директором этого института.
Профессор кафедры высшей нервной деятельности биологического факультета МГУ с 1996 года. Состоял академиком-секретарём Отделения физиологии АН СССР, главным редактором «Журнала высшей нервной деятельности им. И. П. Павлова» (с 1982), членом редколлегии научно-популярного журнала «Наука и жизнь».
Удостоен звания «Заслуженный профессор Московского университета» (1999).
Похоронен на Хованском кладбище в Москве (северная территория, участок № 232).

## Научные исследования
Научные работы П. В. Симонова посвящены физиологии высшей нервной деятельности, то есть изучению мозговых основ поведения. Им создан и экспериментально обоснован потребностно-информационный подход к анализу поведения и высших психических функций человека и животных, который позволил дать естественнонаучное обоснование таким ключевым понятиям общей психологии, как потребность, эмоция, воля, сознание. Междисциплинарный характер исследований П. В. Симонова создаёт основу для комплексного изучения человека физиологами, психологами, социологами, представителями других областей знаний. «Наука опирается на принципы презумпции доказанного… — писал академик П. В. Симонов. — Всё остальное принадлежит царству веры, а верить можно во что угодно, поскольку свобода совести гарантируется законом».

### Информационная теория Симонова
Симонов попытался в краткой символической форме представить всю совокупность факторов, влияющих на возникновение и характер эмоции. Он предложил для этого следующую формулу:
где Э — эмоция (её сила, качество и знак); П — сила и качество актуальной потребности; (Ис — Ин) — оценка вероятности (возможности) удовлетворения данной потребности, на основе врождённого (генетического) и приобретённого опыта; Ин — информация о средствах, прогностически необходимых для удовлетворения существующей потребности; Ис — информация о средствах, которыми располагает человек в данный момент времени.
Собственно, вышеприведённая формула является очень общей, и в упрощённом виде может быть представлена так:
Из этой упрощённой формулы хорошо видно, что при Ис<Ин эмоция приобретает положительный знак, а при Ис>Ин — отрицательный.

### Невроз или «Болезнь неведения»
П. В. Симонову принадлежит определение невроза как болезни неведения:41:25. Это определение, в противовес представлениям М. М. Хананашвили, отражает позицию о патогенетической значимости отсутствия или малого, недостаточного количества информации — неведения о том, что может случиться с человеком в ситуации конфликта, чего от него ждут окружающие и пр.:12

## Членство в научных и общественных организациях
- Член Комиссий по присуждению Государственных премий РФ, президиума РАН по борьбе с лженаукой (с 1999).
- Один из почётных основателей фонда «Наука Долголетия».
- Председатель редколлегии серии изданий РАН «Классики науки».
- Член редколлегии иллюстрированного научно-публицистического и информационного журнала «Наука в России».
- Член исполкома Международной организации изучения мозга (1985—1997).
- Член Международной академии астронавтики.
- Член Нью-Йоркской академии наук.
- Член Американской ассоциации авиационной и космической медицины (1971).
- Почётный член Павловского научного общества США.

## Награды и премии
- Орден «Знак Почёта» (1981);
- Орден Трудового Красного Знамени (1986);
- Орден «За заслуги перед Отечеством» IV степени (1996)[8];
- медаль «За боевые заслуги» (1955);
- медаль «30 лет Советской Армии» (1958);
- медаль «За 15 лет службы в Советской Армии» (1959);
- медаль «За доблестный труд. В ознаменование 100-летия со дня рождения Владимира Ильича Ленина» (1970);
- золотая медаль им. И. М. Сеченова (РАН, 1999);
- Лауреат Государственной премии СССР (1987);
- премия СМ СССР;
- премия им. И. П. Павлова (АН СССР, 1979)[9].

## Семья
Отец — Станислав Венедиктович Станкевич (1895—1937) — уроженец и житель Ленинграда, поляк, беспартийный, временно исполняющий должность начальника отделения продовольственно-фуражного отдела ЛВО, интендант 3-го ранга (капитан). Арестован 5 октября 1937 года комиссией НКВД и Прокуратуры СССР. 3 ноября 1937 года приговорён по статье 58, чч. 6, 7, 10 и 11 УК РСФСР к высшей мере наказания. Расстрелян в Ленинграде 12 ноября 1937 года.
Мать — Мария Карловна Гейслер (Станкевич).
Сестра — Галина Станиславовна Станкевич, проживает в Швеции с семьёй.
Жена — Ольга Сергеевна Вяземская (1924—1991), преподаватель иностранного языка.
Дети: Евгения Симонова (род. 1955), актриса, народная артистка РФ (2010) и Юрий Симонов-Вяземский (род. 1951), профессор, телеведущий, заслуженный работник культуры РФ (2006).
Внучки: Анастасия Юрьевна Симонова (род. 26.08.1975), Зоя Александровна Симонова (Кайдановская) (род. 05.11.1976, правнуки — Алексей (1999), Варвара (2010), Софья (2015)), Ксения Юрьевна Симонова (род. 14.05.1979) и Мария Андреевна Эшпай (род. 19.01.1986).

## Основные работы

### Книги
1. Что такое эмоция? — М.: Наука, 1966. — 94 с.
2. Болезнь неведения: Введение в психофизиологию неврозов. М.: Наука, 1968. — 66 с.
3. Теория отражения и психофизиология эмоций. — М., 1970.
4. Высшая нервная деятельность человека. Мотивационно-эмоциональные аспекты. — М., 1975.
5. Эмоциональный мозг. — М.: Наука, 1981. — 215 с.
6. Темперамент. Характер. Личность / П. В. Симонов, П. М. Ершов. — М.: Наука, 1984. — 161 с.
7. Мотивированный мозг. — М.: Наука, 1987. — 271 с.
8. Созидающий мозг: нейробиологические основы творчества. — М.,1993.
9. Лекции о работе головного мозга. Потребностно-информационная теория высшей нервной деятельности. — М.: Изд-во «Институт психологии РАН», 1998. — 98 с. — ISBN 5-201-02277-4, ISBN 5-201-02295-2.

### Статьи
- Информационная теория эмоций // Вопросы психологии. — 1964. — № 6.
- Мозг и творчество // Вопросы философии. — 1992. — № 11. — С. 3-24.